# Station Attenborough
Attenborough is een station van National Rail in Attenborough, Broxtowe in Engeland. Het station is eigendom van Network Rail en wordt beheerd door East Midlands Railway. 